# ナイルオオトカゲ
ナイルオオトカゲ（Varanus niloticus）は、有鱗目オオトカゲ科オオトカゲ属に属するトカゲ。別名ナイルモニター。

## 分布
北部やサハラ砂漠を除くアフリカ大陸
ナイル川周辺にも生息するが、アフリカ大陸広域に分布する。アメリカ合衆国（フロリダ州）に移入。

## 形態
全長150センチメートル。最大全長243センチメートルと、アフリカ大陸に分布するオオトカゲでは最大種。体色は黒や暗灰色で、明色斑が横帯状に並ぶ。尾は側扁し、泳ぐのに適している。
鼻孔は吻端と眼の中間にあり、丸い。
幼体は緑黒色で、黄色い斑点が帯状に並ぶ。成長に伴い斑点は不明瞭になる。歯が側偏し尖った形状をしているが、成長に伴い歯が臼状になる。これに伴い貝類や甲殻類などの硬い獲物でも噛み砕くことができるようになる。

## 分類
西部個体群を亜種ニシナイルオオトカゲV. n. ornatusとして分割する説もある

## 生態
河川や湖沼・池の周辺などに生息し水辺を好むが、市街地に侵入することもある。水辺の樹上によく登り、泳ぎや潜水も行う。外敵に襲われると歯や爪を使ったり尾を打ちつけて応戦する。
昆虫、多足類、甲殻類、貝類、魚類、カエル、爬虫類、鳥類、小型哺乳類、動物の死骸などを食べる。ナイルワニの卵や幼体も捕食する。
繁殖様式は卵生。雨期にシロアリの蟻塚の中に1回に10 - 60個の卵を産む。卵は4 - 10か月で孵化する。アフリカ南部の例では1 - 2月に産卵し、10 - 12月に孵化する。アフリカ南部では5 - 8月の冬季に成体は冬眠することから、この期間に胚発生も休止し孵化までの期間が長引くと考えられている。飼育下では30℃で約4か月で孵化した例がある。飼育下では15年以上の生存例もある。

## 人間との関係
アフリカ南部では脂肪は薬用や雷避けになると信じられている。
家禽を食害する害獣とみなされることもある。アメリカ合衆国のフロリダ州では、ペットとして飼育されていたものが遺棄もしくは脱走し、定着したとされる。例としてケープコーラルでは2003 - 2005年には146匹の目撃例や罠による捕獲例が報告された。アナホリフクロウ・カッショクペリカン・アナホリゴファーガメ・キスイガメ・ウミガメ類・アメリカワニなどの卵や幼体も含めた在来種への影響、家禽や猫・小型犬に対する脅威が懸念されている。
ペットとして飼育されることもあり、日本にも輸入されている。幼体から飼育すれば慣れる個体がいるとされるが、性質は荒い。